# 3D Kanojo Real Girl
3D Kanojo Real Girl (3D彼女?, 3D Kanojo Riaru Gāru) è un manga scritto e disegnato da Mao Nanami. La serie è stata serializzata da Kōdansha nella rivista Dessert da luglio 2011 a maggio 2016, per poi essere raccolta in dodici tankōbon, pubblicati tra dicembre 2011 e agosto 2016. Un adattamento televisivo anime diretto da Takashi Naoya e animato dallo studio Hoods Entertainment è andato in onda dal 4 aprile al 20 giugno 2018. Una seconda stagione è andata in onda l'8 gennaio al 26 marzo 2019.

## Trama
Hikaru Tsutsui è uno studente delle superiori, spesso evitato e deriso dai suoi compagni per la sua natura da otaku. Un giorno, dopo essere arrivato in ritardo a scuola, è costretto a pulire la piscina insieme a Iroha Higurashi, una bellissima ragazza ma con una pessima reputazione. Successivamente Iroha gli chiede di uscire insieme e Hikaru accetta, ma i due potranno stare insieme solo per sei mesi, al termine dei quali la ragazza dovrà cambiare scuola a causa del lavoro del padre.

## Personaggi
Hikaru Tsutsui (筒井 光?, Tsutsui Hikaru)
Doppiato da: Teppei Uenishi
Hikaru Tsutsui è un ragazzo alto con i capelli lunghi è appassionato di videogiochi manga e anime e per questo viene continuamente evitato dai suoi compagni di classe per essere un otaku. Il suo unico amico è Yuto, ed è stato bullizzato e isolato. Per queste ragioni ha perso autostima e crede anche che lui non potrà mai innamorarsi ma alla fine si innamorerà della ragazza più bella della scuola Iroha Igarashi. Sebbene all’inizio i due non sembrano andare d’accordo avranno una lunga storia d'amore che subirà un arresto improvviso a causa della malattia della ragazza. Questo farà cadere Hikaru in depressione, ma spronato dai suoi amici e parenti riesce ad andare avanti, entrando al college e trovando lavoro presso un’azienda. Sette anni dopo re incontrerà Iroha, tornata per sapere di più sul suo passato. Grazie anche ai ricordi che riaffiorano, la relazione tra i due ricomincerà, e si coronerà definitivamente con un bellissimo matrimonio. In un capitolo extra, viene rivelato che la sua ditta intende trasferirlo a San Francisco, ma rifiuterà quando Iroha gli rivela di essere incinta, preferendo rimanere in Giappone con lei e i suoi amici accanto.
Iroha Igarashi (五十嵐色葉?, Igarashi Iroha)
Doppiata da: Yū Serizawa
Iroha è una bellissima ragazza di media altezza con capelli ondulati rosa chiaro e occhi castano chiaro o scuro. Tuttavia ha una pessima reputazione perché gira voce che è stata fidanzata con la maggior parte dei ragazzi della scuola però di nessuno si è mai davvero innamorata tranne che di Hikaru Tsutsui. Inizia a piacerle Hikaru dopo averlo conosciuto e quindi gli chiede di essere il suo ragazzo all'inizio vine rifiutata ma poi cambiò idea e lui stesso li chiese di uscire con lei. Col tempo si innamorerà come con nessuno di Hikaru, ma la loro storia può durare solo sei mesi. All’inizio si crede che se ne debba andare con i suoi all’estero, in realtà ha un male al cervello che necessita di un’operazione, che le porterà via molti ricordi. La sua storia con Hikaru sarà intensa, ma dopo l’operazione non ricorderà più nulla, fino a sette anni più tardi, quando incontrerà di nuovo il giovane. A poco a poco, frequentandolo di nuovo, i suoi ricordi riemergeranno, compreso l’amore per lui e a fine serie lo sposerà. In un capitolo extra viene rivelato essere incinta di Hikaru, ma di non averglielo detto subito a causa della sua malattia.
Yūto Itō (伊東悠人?, Yūto Itō)
Doppiato da: Shouta Aoi
È il miglior amico di Hikaru essendo anche lui un otaku, infatti è solito indossare una fascia per capelli a forma di orecchie di gatto è basso ha i capelli corti color oro e anche gli occhi color oro. Ha un carattere gentile e generoso d per questo alle scuole medie venne usato e spesso umiliato. Supporterà la relazione dell'amico e anche lui un giorno spera di innamorarsi e così sarà, innamorandosi di Sumie Ayado. All’inizio viene rifiutato, ma poco tempo dopo i due avranno una lunga relazione. Ito, inoltre, sarà il primo tra lui e Hikaru a consumare il suo rapporto, andando a letto con Sumie, un’esperienza che “gli cambierà la vita”. Aiuterà il suo amico a uscire dalla depressione dopo la partenza di Iroha. Sette anni dopo, lui e Sumie si sono lasciati, ed è diventato direttore di una casa di produzione anime. Al matrimonio di Hilary e Iroba rivede Sumie, e viene lasciato intendere che forse i due si frequenteranno di nuovo.
Sumie Ayado (?, 綾戸すみえ, Sumie Ayado)
È una ragazza di media altezza ha i capelli corti e bruni con una frangetta. Fa parte del club di giardinaggio e la si vede quasi sempre innaffiare le piante della scuola. Viene presa in giro dai suoi/e compagni/e perché si innervosisce molto durante le conversazioni si imbarazza e dice cose senza senso. Si innamorerà di Tsutsu, però verrà rifiutata da quest'ultimo dicendo che l'unica che ama è Iroha Igarashi. All'inizio rifiuterà i sentimenti di Yuto ma col tempo e con il sostegno di Adashino si innamorerà e avrà una storia d'amore con lui. Sarà lei a chiedere al giovane di essere più intimi e andranno a letto insieme, prima ancora di tutti i loro amici. Sette anni dopo, i due si sono lasciati e Sumie si è sposata, ma non è stato un matrimonio felice, in quanto alla cerimonia di Hikaru e Iroha confessa di aver divorziato. Ito le chiederà se una sera possono rivedersi, lasciando uno spiraglio ad una loro possibile riconciliazione.
Chika Igarashi (五十嵐 千佳?, Igarashi Chika)
Il fratellastro minore di Iroha. Studia in America. Fin da quando lo conosce, detesta Hikaru, in quanto non lo considera degno di frequentare la sorella, e più di una volta cerca di allontanare il ragazzo, non riuscendoci. La ragione di ciò è dovuta anche al fatto che, non avendo legami di sangue con Iroha, prova sentimenti nei suoi confronti. Quando Iroha dimentica gran parte della sua vita al liceo in seguito all'operazione, ha l'occasione di stare accanto a lei. Sette anni dopo, tornati in Giappone, siccome lei vuole ricordare la sua vita, capisce che non può aiutarla e decide di farle incontrare di nuovo Hikaru, permettendogli di tornare assieme e, di fatto, facendosi da parte.
Mitsuya Takanashi (高梨 ミツヤ?, Takanashi Mitsuya)
È un ragazzo molto popolare a scuola. Ha inizialmente un interesse amoroso nei confronti di Iroha. Snob, ingannevole e arrogante al punto da rovinare la reputazione di Hikari Tsutsui solo per poter avere una possibilità con Igarashi. Resosi conto delle sue azioni, ha de i rimorsi e riesce a rimediare chiarendo l'equivoco e riportando le cose come prima. Alla fine inizia a unirsi di più a Hikari e al suo gruppo di amici. Comincia a comportarsi più come un amico di Hikari man mano che la storia procede e inizia a preoccuparsi di più di Arisa Ishino, arrivando a frequentarla e a fidanzarsi con lei, dopo aver regolato i conti con la sua ex-ragazza, sentendosi libero finalmente da un peso che non gli consentiva di andare avanti. A fine serie sposerà Ishino, dopo una lunga storia di abbandoni e riconciliazioni e diventerà padre di un bambino.
Arisa Ishino (石野ありさ?, Ishino Arisa)
È una compagna di classe di Hikari Tsutsui e Iroha Igarashi. Inizialmente era infastidita e disgustata dallo stile di vita otaku di Tsutsui, ma è diventata amica dei due e si è unita alla banda in seguito. Un po' ficcanaso e dal pessimo carattere, rimane ancora abbastanza amichevole da diventare amica di Tsutsui e Igarashi, nonostante la loro reputazione. Comincia a frequentare Mitsuya e in seguito diventano una coppia. A fine serie, dopo una lunga storia di abbandono e riconciliazioni si sposano e lei diventa madre di uno splendido bambino.

## Media

### Manga
La serializzazione del manga è iniziata nel luglio 2011 sulla rivista Dessert della Kōdansha ed è terminata a maggio 2016. La serie è stata raccolta in dodici tankōbon tra dicembre 2011 e agosto 2016, ed è stata poi ripubblicata a partire da agosto 2017 con nuove copertine terminando a novembre dello stesso anno.

#### Volumi
I titoli italiani di volumi e capitoli sono traduzioni dei corrispettivi inglesi e giapponesi, in quanto non vi è una versione ufficiale del manga in lingua italiana.
| 1  | 13 dicembre 2011 | ISBN 978-4-06-365675-6 |
| 1  | Capitoli - 01. A proposito del mio primo incontro con lei. (オレがあいつと出会ってしまった件について。?, Ore ga aitsu to deatte shimatta kudan ni tsuite.) - 02. A proposito del mio primo bacio. (オレがキスした件について。?, Ore ga kisu shita kudan ni tsuite.) - 03. A proposito di quella volta in cui la mia castità era a serio rischio. (になった件について。?, Ore no teisō ga pinchi ni natta kudan ni tsuite.) - 04. A proposito di me e la maga. (オレと魔法使いの件について。?, Ore to mahōtsukai no kudan ni tsuite.) |                        |
| 2  | 11 maggio 2012 | ISBN 978-4-06-365692-3 |
| 2  | Capitoli - 05. A proposito di come ho cercato la parte perduta di me. (失われたオレを求める件について。?, Ushinawareta ore o motomeru kudan ni tsuite.) - 06. A proposito di cosa presumevo fosse la vita reale. (オレが想定するリア充の件について。?, Ore ga sōtei suru riajū no kudan ni tsuite.) - 07. A proposito della mia rovina certa. (オレの消失フラグの件について。?, Ore no shōshitsu furagu no kudan ni tsuite.) - 08. A proposito del mio periodo oscuro. (オレの暗黒期の件について。?, Ore no ankoku-ki no kudan ni tsuite.) |                        |
| 3  | 13 settembre 2012 | ISBN 978-4-06-365705-0 |
| 3  | Capitoli - 09. A proposito della mia amicizia con un altro ragazzo. (オレと男の友情の件について。?, Ore to otoko no yūjō no kudan ni tsuite.) - 10. A proposito dei miei ricordi estivi. (オレと夏の思い出の件について。?, Ore to natsunoomoide no kudan ni tsuite.) - 11. A proposito di come mi sono scusato. (オレの謝り方の件について。?, Ore no ayamari-kata no kudan ni tsuite.) - Capitolo Bonus. Febbre primaverile (SP番外編 spring fever?, SP Bangai-hen spring fever) |                        |
| 4  | 13 febbraio 2013 | ISBN 978-4-06-365720-3 |
| 4  | Capitoli - 12. A proposito delle due ragazze e me. (オレと二人の女子の件について。?, Ore to futari no joshi no kudan ni tsuite.) - 13. A proposito di me e un certo malinteso. (オレとある誤解の件について。?, Ore to aru gokai no kudan ni tsuite.) - 14. A proposito di me e il campeggio. (オレとキャンプの件について。?, Ore to kyanpu no kudan no tsuite.) - 15. A proposito delle mie relazioni troppo complicate. (オレには複雑すぎる関係性の件について。?, Ore ni wa fukuzatsu sugiru kankei-sei no kudan ni tsuite.) |                        |
| 5  | 12 luglio 2013 | ISBN 978-4-06-365736-4 |
| 5  | Capitoli - 16. A proposito di come ci siamo incontrati. (オレたちのすれ違いの件について。?, Ore-tachi no surechigai no kudan ni tsuite.) - 17. A proposito della confessione. (オレが告白された件について。?, Ore ga kokuhaku sa reta kudan ni tsuite.) - 18. A proposito della migliore strategia della mia vita. (オレ史上最大の作戦の件について。?, Ore shijōsaidainosakusen no kudan ni tsuite.) - 19. A proposito della mia felicità. (オレの幸せの件について。 ?, Ore no shiawase no kudan ni tsuite.) |                        |
| 6  | 13 dicembre 2013 | ISBN 978-4-06-365751-7 |
| 6  | Capitoli - 20. A proposito del misterioso bel ragazzo. (オレと謎のイケメンの件について。?, Ore to nazo no ikemen no kudan ni tsuite.) - 21. A proposito della forma del mio amore. (オレと恋のかたちの件について。?, Ore to koi no katachi no kudan ni tsuite.) - 22. A proposito dell'amore del mio migliore amico. (オレが気になる親友の恋の件について。?, Ore ga ki ni naru shin'yū no koi no kudan ni tsuite.) - 23. A proposito di cosa ho detto al mio migliore amico. (オレが親友にかける言葉の件について。?, Ore ga shin'yū ni kakeru kotoba no kudan ni tsuite.) - Special ver. A proposito dell'appuntamento di Ishino-san (石野さんのデートの件について。?, Ishino-san no dēto no kudan ni tsuite.)                                       |                        |
| 7  | 13 maggio 2014 | ISBN 978-4-06-365769-2 |
| 7  | Capitoli - 24. A proposito della fine dell'amore del mio migliore amico. ((親友の恋の結末の件について。?, Shin'yū no koi no ketsumatsu no kudan ni tsuite.) - 25. A proposito della mia sofferenza al Festival Culturale. ((文化祭にまつわる苦悩の件について。?, Bunkamatsuri ni matsuwaru kunō no kudan ni tsuite.) - 26. A proposito del mio ruolo importante al Festival Culturale. (文化祭における重要な役割の件について。?, Bunkamatsuri ni okeru jūyōna yakuwari no kudan ni tsuite.) - 27. A proposito del mio giudizio al concorso di bellezza. (オレがミスコンで評価するポイントの件について。?, Ore ga misukon de hyōka suru pointo no kudan ni tsuite.)                                                                                   |                        |
| 8  | 10 ottobre 2014 | ISBN 978-4-06-365787-6 |
| 8  | Capitoli - 28. A proposito dell'incidente imprevisto con la mia famiglia. (オレの家族にまつわる予想外の件について。?, Ore no kazoku ni matsuwaru yosō-gai no kudan ni tsuite.) - 29. A proposito di come ho salvato la mia famiglia dalla crisi. (オレが家族の危機を救う件について。?, Ore ga kazoku no kiki o sukuu kudan ni tsuite.) - 30. A proposito delle somiglianze tra me e mio padre. (オレと父親の相似性の件について。?, Ore to chichioya no sōjisei no kudan ni tsuite.) - 31. A proposito della storia segreta dei miei genitori. (オレの両親の恋愛秘話の件について。?, Ore no ryōshin no ren'ai hiwa no kudan ni tsuite.) |                        |
| 9  | 13 marzo 2015 | ISBN 978-4-06-365807-1 |
| 9  | Capitoli - 32. A proposito di come il mio migliore amico ha conquistato l'amore. (オレの親友が打ち破った恋の壁の件について。?, Ore no shin'yū ga uchiyabutta koi no kabe no kudan ni tsuite.) - 33. A proposito dell'amore della mia amica Ishino-san. (オレの女友達・石野さんの恋の件について。?, Ore no on'na tomodachi Ishino-san no koi no kudan ni tsuite.) - 34. A proposito dei problemi romantici di Ayado-san. (綾戸さんの恋にまつわる新たなる悩みの件について。?, Ayado-san no koi ni matsuwaru aratanaru nayami no kudan ni tsuite.) - 35. A proposito di una preoccupazione che il mio amico non ha potuto condividere con me. (オレに相談できない親友の悩みの件について。?, Ore ni sōdan dekinai shin'yū no nayami no kudan ni tsuite.) |                        |
| 10 | 11 settembre 2015 | ISBN 978-4-06-365830-9 |
| 10 | Capitoli - 36. A proposito dell'invito della mia ragazza. (オレを悩ませる彼女からのお誘いの件について。?, Ore o nayama seru kanojo kara no osasoi no kudan ni tsuite.) - 37. Il problema che ho dovuto superare per il mio viaggio. (旅立ちに際してオレがクリアーするべき案件について。?, Tabidachi ni saishite ore ga kuriā surubeki anken ni tsuite.) - 38. A proposito della promessa che ho fatto con il fratello della mia ragazza. (オレが彼女の弟と約束した件について。?, Ore ga kanojo no otōto to yakusoku shita kudan ni tsuite.) - 39. A proposito dei miei pensieri nascosti. (オレの秘めたる想いの件について。?, Ore no himetaru omoi no kudan ni tsuite.)                                                                              |                        |
| 11 | 12 febbraio 2016 | ISBN 978-4-06-365853-8 |
| 11 | Capitoli - 40. A proposito di quando ho dato una lunga occhiata al mio futuro. ((オレの将来を見据える件について。?, Ore no shōrai o misueru kudan ni tsuite.) - 41. A proposito della scelta che ho fatto al liceo di cui non mi pento. (オレの高校生活の悔いなき選択の件について。?, Ore no kōkō seikatsu no kui naki sentaku no kudan ni tsuite.) - 42. A proposito di quando ho contemplato il significato della vita. (オレが生命の神秘を考える件について。?, Ore ga seimei no shinpi o kangaeru kudan ni tsuite.) - 43. A proposito del mio passato e del mio futuro. (オレの過去と未来の件について。?, Ore no kako to mirai no kudan ni tsuite.)                                                                                               |                        |
| 12 | 12 agosto 2016 | ISBN 978-4-06-365874-3 |
| 12 | Capitoli - 44. A proposito della promessa che abbiamo fatto. (オレとあいつの約束の件について。?, オレとあいつの約束の件について。) - 45. A proposito di cosa ho detto al vecchio me. (オレが過去の自分と語りたい件について。?, Ore ga kako no jibun to kataritai kudan ni tsuite.) - 46. A proposito di come ho pianto da adulto. (オレが大人になっても涙を流した件について。?, Ore ga otona ni natte mo namida o nagashita kudan ni tsuite.) - 47. A proposito del nostro per sempre felici e contenti. (オレとあいつの幸せな未来の件について。?, Ore to aitsu no shiawasena mirai no kudan ni tsuite.) |                        |

### Anime
Una serie televisiva anime è stata annunciata a novembre 2017. Diretta da Takashi Naoya e scritta da Deko Akao è andata in onda a partire dal 4 aprile 2018 per poi concludersi il 20 giugno dello stesso anno. Le animazioni sono gestite dallo studio Hoods Entertainment e i character designs da Satomi Kurita. La sigla d'apertura è Daiji na koto (だいじなこと? lett. "Una cosa importante") di Quruli e la sigla di chiusura HiDE the BLUE di BiSH. Il 19 giugno 2018 il sito ufficiale dell'anime ha annunciato una seconda stagione, andata in onda l'8 gennaio 2019.
I titoli italiani degli episodi sono traduzioni dei corrispettivi inglesi e giapponesi, in quanto non vi è una versione ufficiale dell'anime in lingua italiana.
| Nº | Titolo italiano Giapponese 「Kanji」 - Rōmaji | In onda          | In onda |
| Nº | Titolo italiano Giapponese 「Kanji」 - Rōmaji | Giapponese       |         |
| 1  | A proposito del mio primo incontro con lei. 「オレがあいつと出会ってしまった件について。」 - Ore ga aitsu to deatte shimatta kudan ni tsuite.                                                          | 4 aprile 2018    |         |
| 2  | A proposito di quella volta in cui la mia castità era a serio rischio. 「オレの貞操がピンチになった件について。」 - Ore no teisō ga pinchi ni natta kudan ni tsuite.                                   | 11 aprile 2018   |         |
| 3  | A proposito del peggioramento della mia relazione con la ragazza 3D. 「オレとリア充が色々こじらせた件について。」 - Ore to ria-jū ga iroiro kojiraseta kudan ni tsuite.                                | 18 aprile 2018   |         |
| 4  | A proposito del mio periodo oscuro. 「オレの暗黒期の件について。」 - Ore no ankokuki no kudan ni tsuite.                                                                                               | 25 aprile 2018   |         |
| 5  | A proposito di quando volevo farmi dei ricordi dell'estate. 「オレが夏の思い出を作ろうとした件について。」 - Ore ga natsu no omoide wo tsukurō to shita kudan ni tsuite.                               | 2 maggio 2018    |         |
| 6  | A proposito del mio modo di scusarmi. 「オレの謝り方の件について。」 - Ore no ayamarikata no kudan ni tsuite.                                                                                          | 9 maggio 2018    |         |
| 7  | A proposito delle due ragazze e me. 「オレと二人の女子の件について。」 - Ore to futari no joshi no kudan ni tsuite.                                                                                    | 16 maggio 2018   |         |
| 8  | A proposito di come il campeggio per me sia stato un evento di alto livello. 「オレにはキャンプがハイレベルイベントだった件について。」 - Ore ni wa kyanpu ga hai reberu ibento datta kudan ni tsuite. | 23 maggio 2018   |         |
| 9  | A proposito delle nostre incomprensioni reciproche. 「オレたちのすれ違いの件について。」 - Oretachi no surechigai no kudan ni tsuite.                                                                  | 30 maggio 2018   |         |
| 10 | A proposito della mia dichiarazione. 「オレの告白の件について。」 - Ore no kokuhaku no kudan ni tsuite.                                                                                                | 6 giugno 2018    |         |
| 11 | A proposito dell'amore del mio migliore amico che mi preoccupa. 「オレが気になる親友の恋の件について。」 - Ore ga ki ni naru shin'yū no koi no kudan ni tsuite.                                        | 13 giugno 2018   |         |
| 12 | A proposito della forma del nostro amore. 「オレとあいつの恋のかたちの件について。」 - Ore to aitsu no koi no katachi no kudan ni tsuite.                                                              | 20 giugno 2018   |         |
| 13 | A proposito della volta in cui abbiamo messo piede nel mondo dei normie 「オレたちがリア充に片足つっこみつつある件について。」 - Ore-tachi ga riajū ni kataashi tsukkomi tsutsu aru ken nitsuite.      | 8 gennaio 2019   |         |
| 14 | A proposito della volta in cui abbiamo avuto un ruolo importante durante il festival scolastico 「文化祭における重要な役割の件について。」 - Bunka-sai ni okeru jūyō na yakuwari no ken nitsuite.      | 15 gennaio 2019  |         |
| 15 | A proposito della mia inaspettata crisi familiare 「オレの家族にまつわる予想外な危機の件ついて。」 - Ore no kazoku ni matsuwaru yosō-gai na kiki no ken tsuite.                                        | 22 gennaio 2019  |         |
| 16 | A proposito dell'episodio segreto sulla storia d'amore dei miei genitori 「オレの両親の恋愛秘話の件について。」 - Ore no ryōshin no ren'ai hiwa no ken nitsuite.                                       | 29 gennaio 2019  |         |
| 17 | A proposito delle nuove angosce di Ayado-san 「綾戸さんの新たなる悩みの件について。」 - Ayado-san no arata naru nayami no ken nitsuite.                                                                | 5 febbraio 2019  |         |
| 18 | A proposito dell'innamoramento della mia amica Ishino 「オレの女友達・石野さんの恋の件について。」 - Ore no onna tomodachi. Ishino-san no koi no ken nitsuite.                                         | 12 febbraio 2019 |         |
| 19 | A proposito del problematico invito della mia ragazza 「オレを悩ませる彼女からのお誘いの件について。」 - Ore o nayamaseru kanojo kara no osasoi no ken nitsuite.                                       | 19 febbraio 2019 |         |
| 20 | A proposito di quando la mia amica e il mio quasi amico si sono fidanzati 「オレの友だちかもしれない奴がくっついた件について。」 - Ore no tomodachi ka mo shirenai yatsu ga kuttsuita ken nitsuite.    | 26 febbraio 2019 |         |
| 21 | A proposito della mia decisione di non avere rimpianti alle superiori 「オレの高校生活の悔いなき選択の件について。」 - Ore no kōkō seikatsu no kui naki sentaku no ken nitsuite.                       | 5 marzo 2019     |         |
| 22 | A proposito dei miei pensieri sui misteri della vita 「オレが生命の神秘を考える件について。」 - Ore ga seimei no shinpi okangaeru ken nitsuite.                                                        | 12 marzo 2019    |         |
| 23 | A proposito della nostra ultima promessa 「オレとあいつの最後の約束の件について。」 - Ore to aitsu no saigo no yakusoku no ken nitsuite.                                                               | 19 marzo 2019    |         |
| 24 | A proposito del nostro futuro 「オレとあいつの未来の件について。」 - Ore to aitsu no mirai no ken nitsuite.                                                                                            | 26 marzo 2019    |         |

### Live-action film
Un adattamento live action diretto da Tsutomu Hanabusa e distribuito dalla Warner Bros. è uscito nelle sale giapponesi il 14 settembre 2018.